# Чернозубов, Фёдор Григорьевич
Фёдор Григорьевич Чернозубов (1863—1919) — генерал-лейтенант, участник Первой мировой войны.

## Биография
Происходил из дворян Донского казачьего войска, родился 14 сентября 1863 года в станице Нижнечирской Области Войска Донского, сын генерал-майора Григория Фёдоровича Чернозубова.
Образование получил в Пажеском корпусе, из которого 12 августа 1883 года был выпущен корнетом в лейб-гвардии Казачий полк, 12 августа 1887 года произведён в поручики.
В 1889 году Чернозубов сдал выпускные экзамены в Николаевской академии Генерального штаба по 1-му разряду и 10 апреля того же года был произведён в штабс-капитаны гвардии с переименованием в капитаны Генерального штаба, 26 ноября был назначен старшим адъютантом штаба 40-й пехотной дивизии. С 11 ноября 1891 года по 12 ноября 1892 года он отбывал цензовое командование эскадроном в 19-м драгунском Кинбурнском полку. С 7 марта 1894 года состоял для особых поручений при штабе 12-го армейского корпуса, причём 17 апреля того же года получил чин подполковника.
Дальнейшая служба Чернозубова также протекала на различных штабных должностях. Так, с 11 сентября 1897 года он был начальником штаба Киевского крепостного склада, 5 апреля 1898 года произведён в полковники, с 1 августа 1900 года занимал должность штаб-офицера при управлении 4-й резервной Сибирской бригады, с 29 сентября 1900 года состоял в распоряжении начальника Главного штаба, с 17 апреля был исправляющим дела начальника штаба 1-й Кавказской казачьей дивизии и 15 марта был утверждён в этой должности, с 10 декабря 1902 года состоял в распоряжении командующего войсками Кавказского военного округа.
30 сентября 1902 года Чернозубов был назначен заведующим обучением персидской кавалерии и командиром Персидской казачьей бригады. Его деятельность на этом посту вызвала многочисленные нарекания; так современный российский исследователь О. А. Красняк пишет:

«Чернозубов не мог долго разобраться ни в наличном составе бригады, ни в особенности способах ведения хозяйства, не говоря уж о том, что артиллерийские орудия, оружие и амуниция, содержавшиеся небрежно, пришли в состояние почти полной негодности. Поэтому четырёхлетнее пребывание Чернозубова во главе бригады имело результатом лишь падение его собственного авторитета и дальнейшее расстройство хозяйственных дел вверенной ему части, которая предназначалась служить образцом для всей персидской армии».
1 июня 1906 года Чернозубов был отозван в Россию и состоял без должности при штабе Кавказского военного округа с зачислением по Терскому казачьему войску.
С началом осложнений в Персии Чернозубов 26 декабря 1908 года был произведён в генерал-майоры и назначен начальником штаба Терского казачьего войска и в 1910 году, накануне начала военных действий, возглавил Азербайджанский отряд на персидско-российской границе. В этом же качестве он встретил Первую мировую войну и действовал в Персии против турок.
20 февраля 1915 года Чернозубов за отличие был произведён в генерал-лейтенанты, 1 апреля того же года назначен начальником 4-й Кавказской казачьей дивизии а с 4 июля 1916 года командовал 2-м Кавказским кавалерийским корпусом.
После Февральской революции во время чистки высшего комсостава отстранён от должности и 25 апреля 1917 года зачислен в резерв чинов при штабе Кавказского военного округа. 10 октября 1917 года он получил в командование 5-й Кавказский армейский корпус.
После развала фронта Чернозубов вернулся на Дон и присоединился к Добровольческой армии. Состоял в распоряжении донского атамана, затем был управляющим военным и морским отделом Войска Донского. Умер 14 ноября 1919 года в Новочеркасске.
Среди прочих наград Чернозубов имел ордена:
- Орден Святого Станислава 3-й степени (1890)
- Орден Святой Анны 3-й степени (1895)
- Орден Святого Станислава 2-й степени (1903)
- Орден Святой Анны 2-й степени (1905)
- Орден Святого Владимира 4-й степени (1908)
- Орден Святого Владимира 3-й степени (15 июня 1911)
- Орден Святого Станислава 1-й степени с мечами (1 января 1916).

Чернозубов был автором ряда статей о военной разведке.